# Леонар, Агатон
Агатон Леонар (настоящее имя Леонард Агатон ван Вейдевельдт; фр. Léonard Agathon Van Weydeveldt; 28 августа 1841, Лилль — 12 ноября 1923, Париж) — французский скульптор и художник, мастер-керамист бельгийского происхождения.

## Биография и творчество

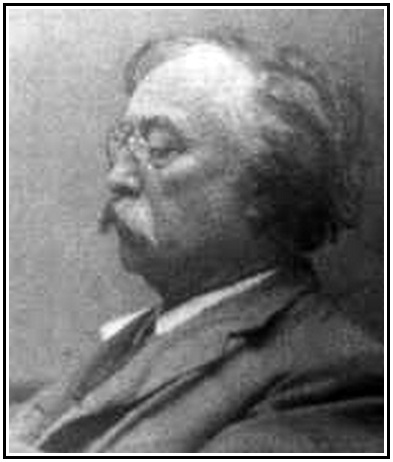
Леонард Агатон, около 1890.

Агатон родился в 1841 году в Лилле, северная Франция, в семье выходцев из Бельгии. При рождении носил фламандское имя Леонард Агатон ван Вейдевельдт. Учился в Академии художеств в родном городе Лилле, а затем — в Высшей школе изящных искусств в Париже под руководством Эжена Делапланша. После выставки в Салоне 1868 года в 1887 году стал членом Общества французских художников, а затем, в 1897 году, вступил в Национальное общество изобразительных искусств.
Агатон Леонар регулярно выставлял свои работы на ежегодном Парижском салоне и на других выставках по всей Франции. Он создавал бюсты и медальоны из мрамора и бронзы, выполнял модели для фарфоровых статуэток. В своих живописных работах он предпочитал бытовые сцены с изображением детей.
Однако настоящий успех пришел к Леонару с наступлением эпохи ар-нуво. Для павильона Севрской фарфоровой мануфактуры на парижской Всемирной выставке 1900 года Леонар создал настольную скульптуру «Танец с шарфом» (фр. Jeu de l’écharpe). Первоначально выполненная из неглазурованного («бисквитного») фарфора скульптура изображала танцовщицу в струящемся платье с развевающимся шарфом над головой. Прототипом для скульптуры послужила американская танцовщица Лои Фуллер, наставница Айседоры Дункан, посетившая Париж с гастролями ещё в 1897 году. В дальнейшем Леонар также создал целую серию подобных фигур в различных позах, которые "объединялись в единую композицию благодаря общему волнообразному движению шарфов и складок одеяний. Эти изогнутые линии и сделали творение Леонара необычайно популярным произведением и даже одним из символов эпохи модерна.
Скульптура получила золотую медаль Всемирной выставки 1900 года и привлекла к себе всеобщее внимание, а её автор стал кавалером Ордена Почётного легиона в том же году. В дальнейшем скульптура «Танцовщица с шарфом» была многократно повторена в различных материалах, в том числе в бронзе (отливку осуществила литейная мастерская «Susse Frères Editeurs»).
Работы художника хранятся во многих музеях Франции, включая Музей изящных искусств Нанта и Дворец изящных искусств Лилля, а также музей Севрской фарфоровой мануфактуры. Барельеф работы Леонара с изображением Святой Цецилии хранится в коллекции муниципального музея Абвиля.
Имя Агатона Леонара занесено в список наиболее значимых художников и скульпторов в истории живописи Benezit Dictionary of Artists.

## Галерея

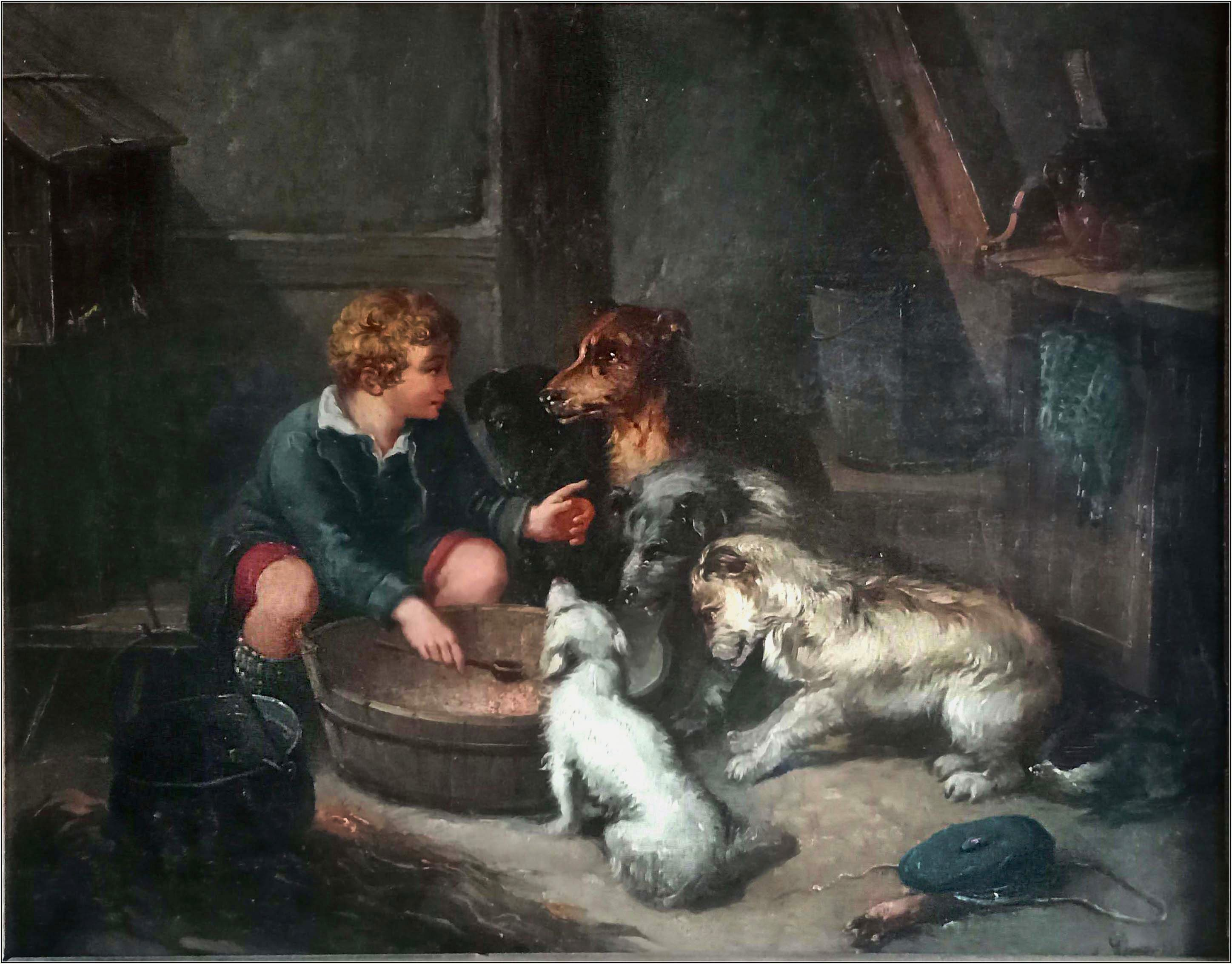
Мальчик, кормящий собак, 1876
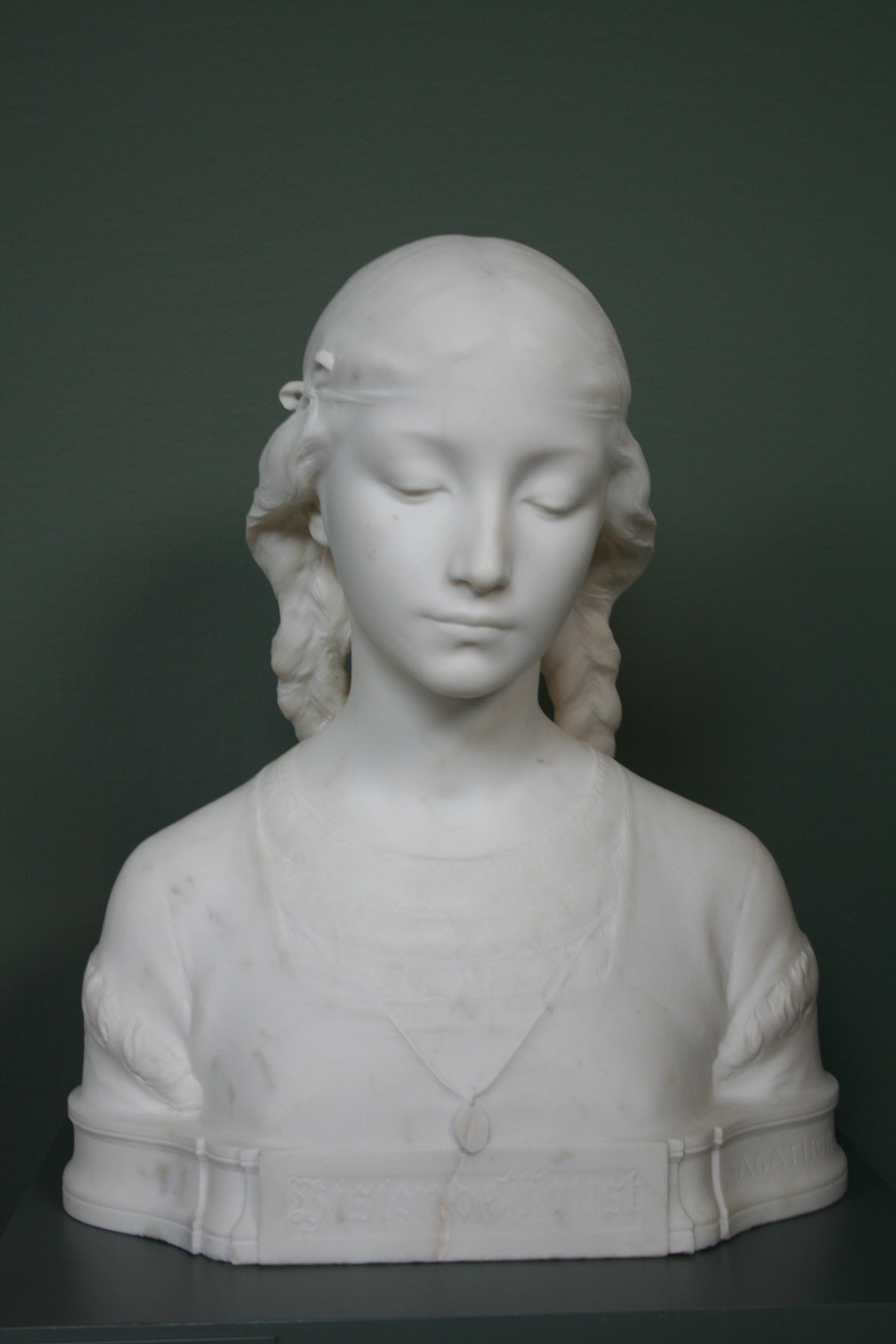
Видение Фауста (Маргарита). 1886. Мрамор. Глиптотека, Копенгаген
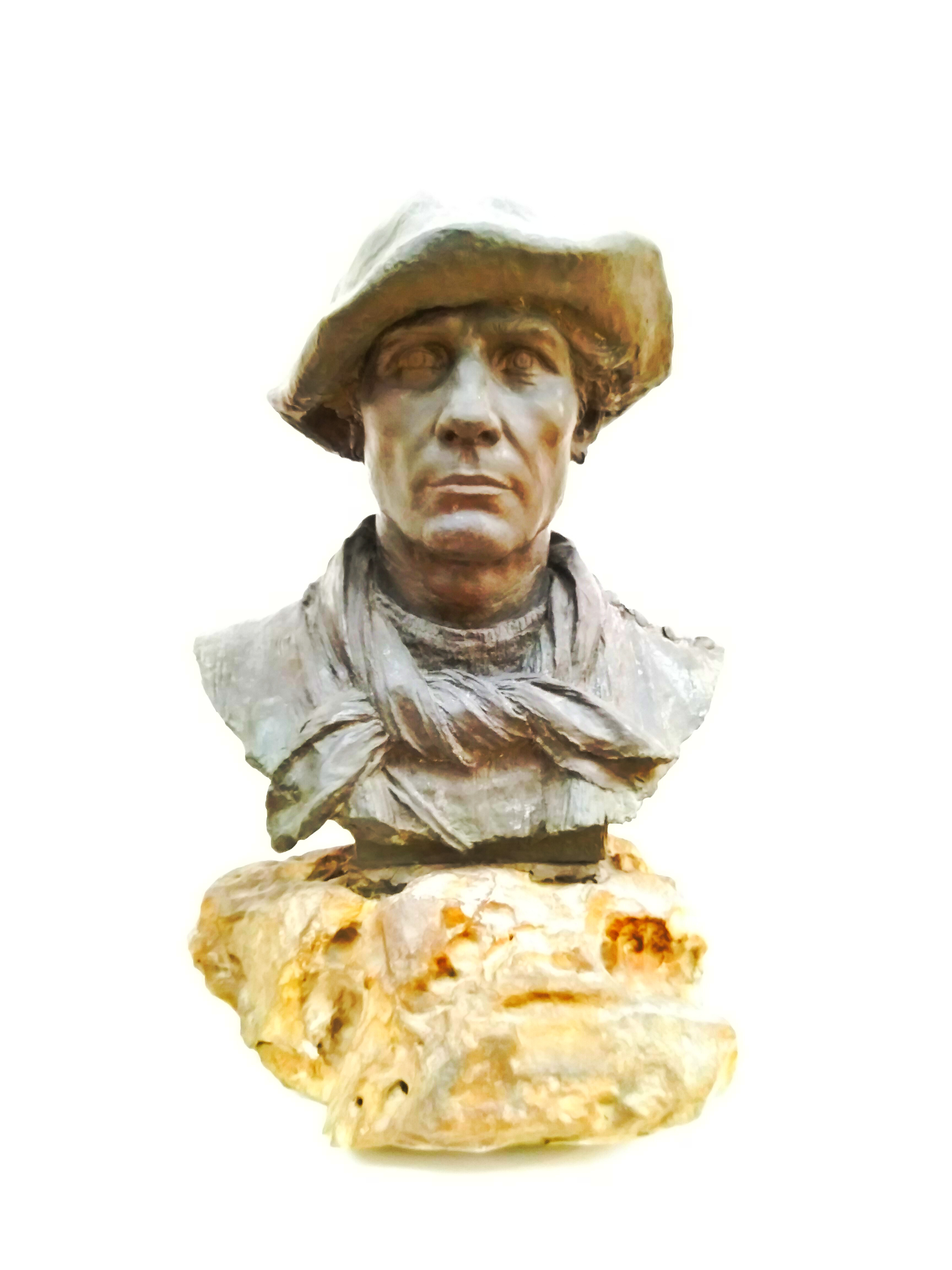
Грабитель севших на мель кораблей. 1907. Бронза. Музей изящных искусств, Нант
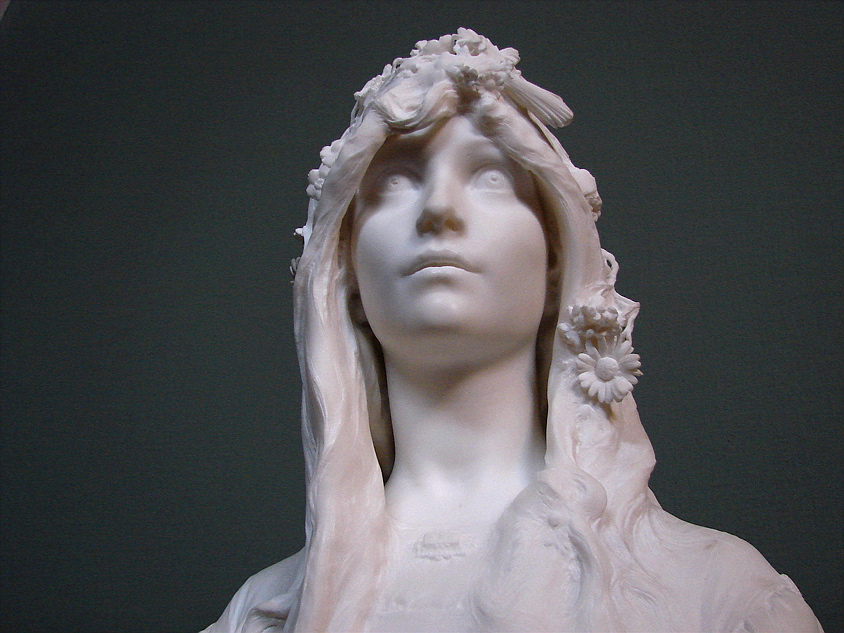
Офелия. 1876. Мрамор. Глиптотека, Копенгаген
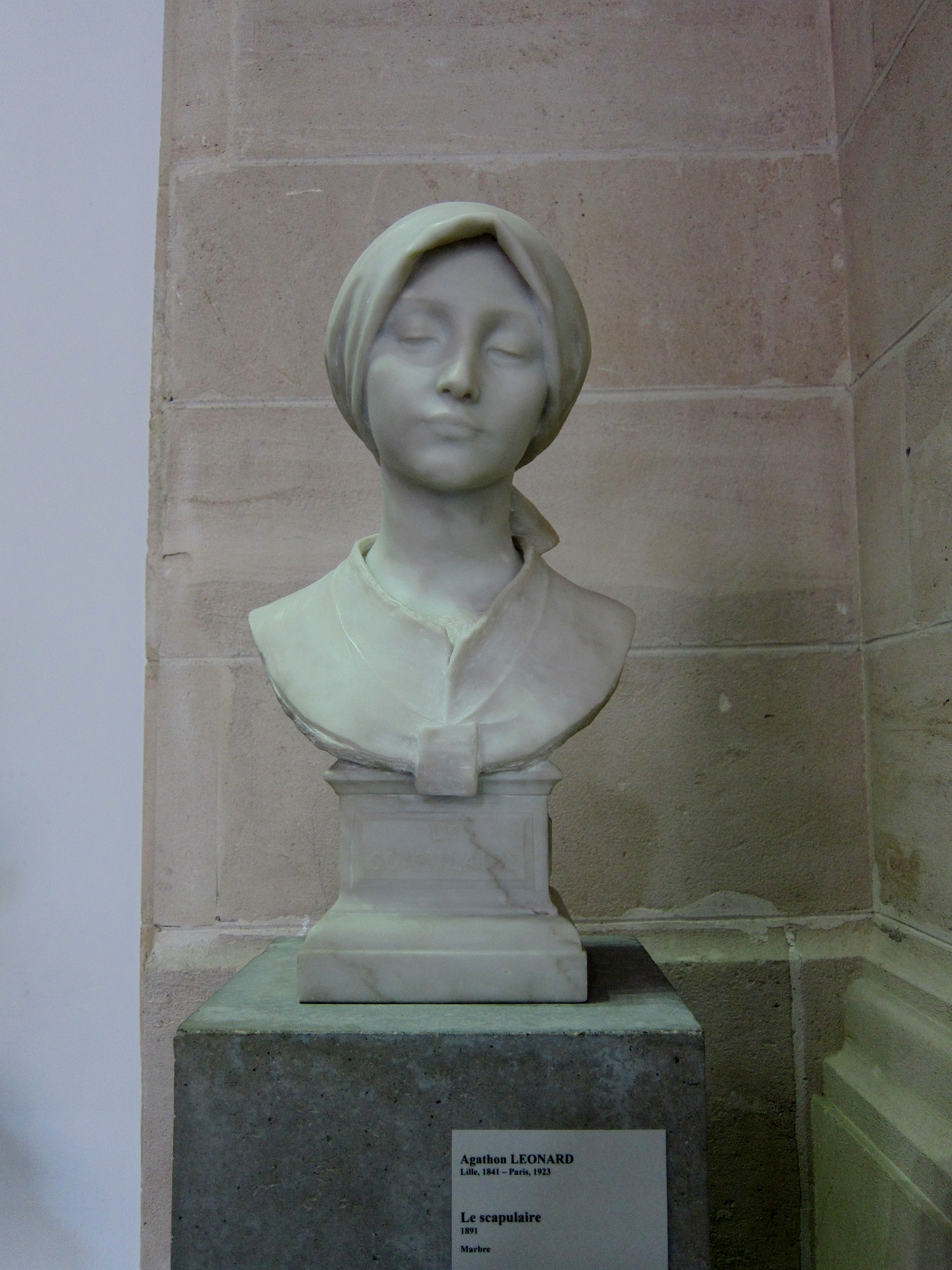
Девушка в косынке. 1891. Мрамор. Дворец изящных искусств, Лилль
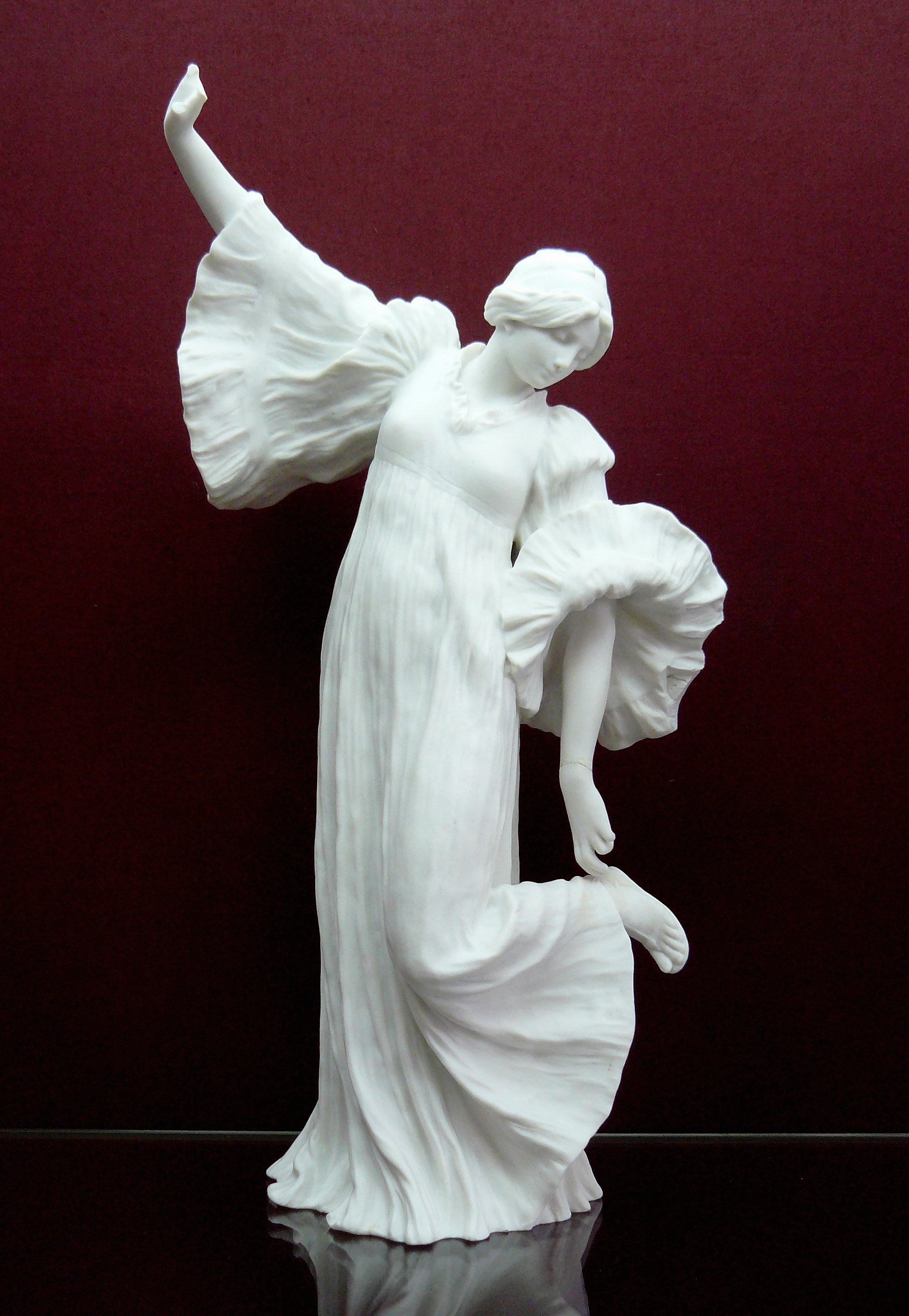
Танцовщица. 1900. Бисквит
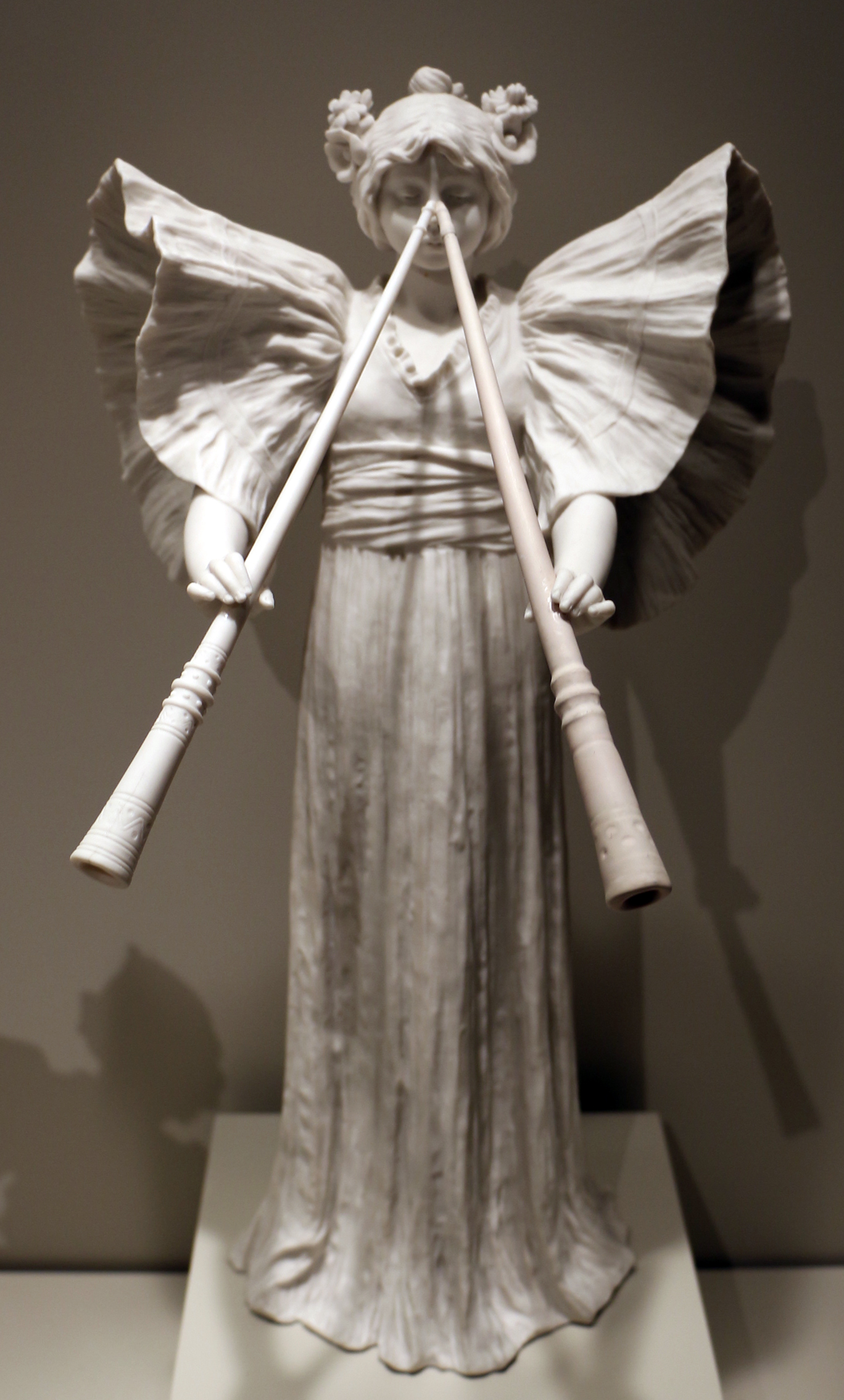
Танцовщица. Вариант 1901-1902 гг. Бисквит
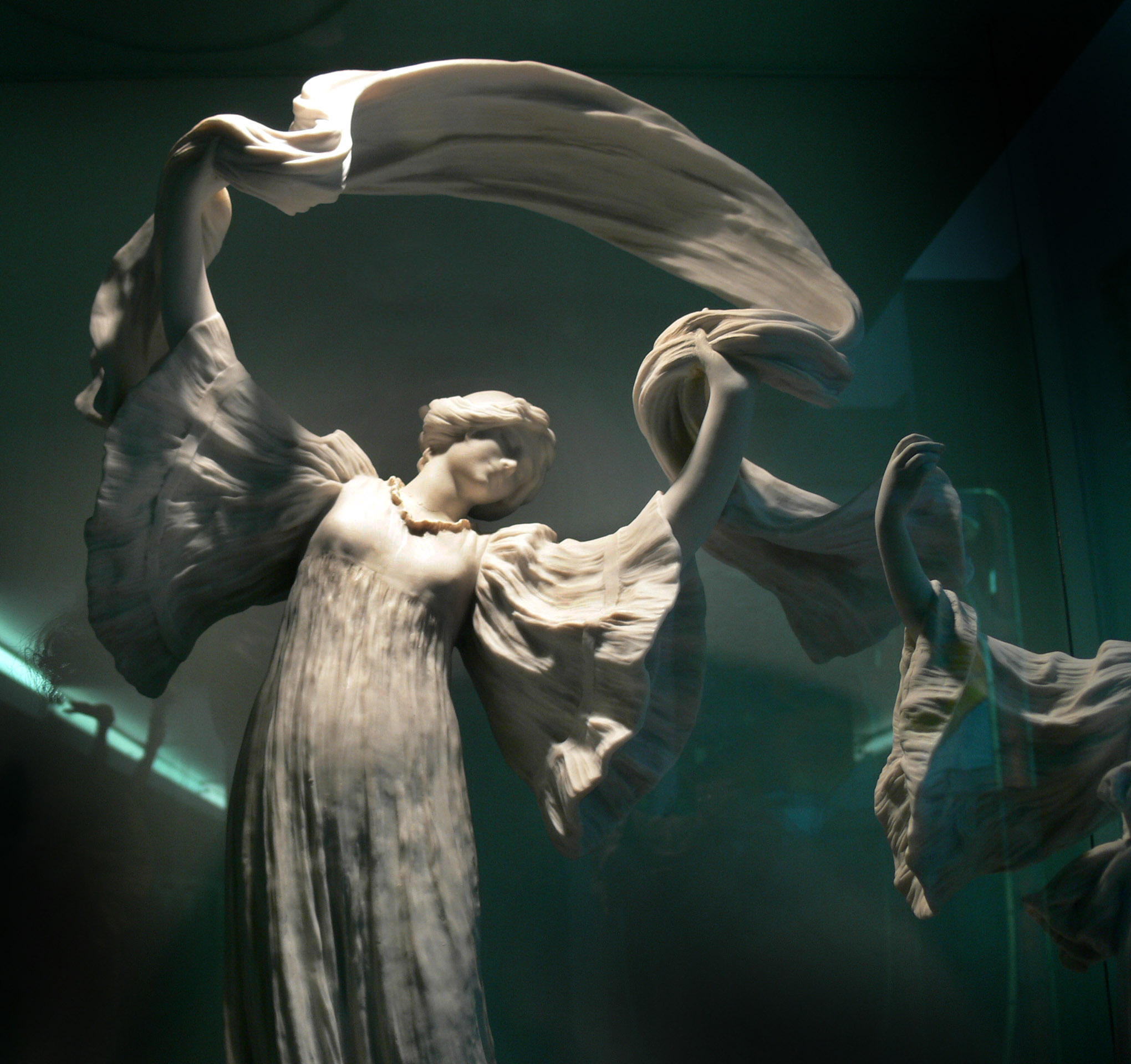
Танцовщица с шарфом. 1907
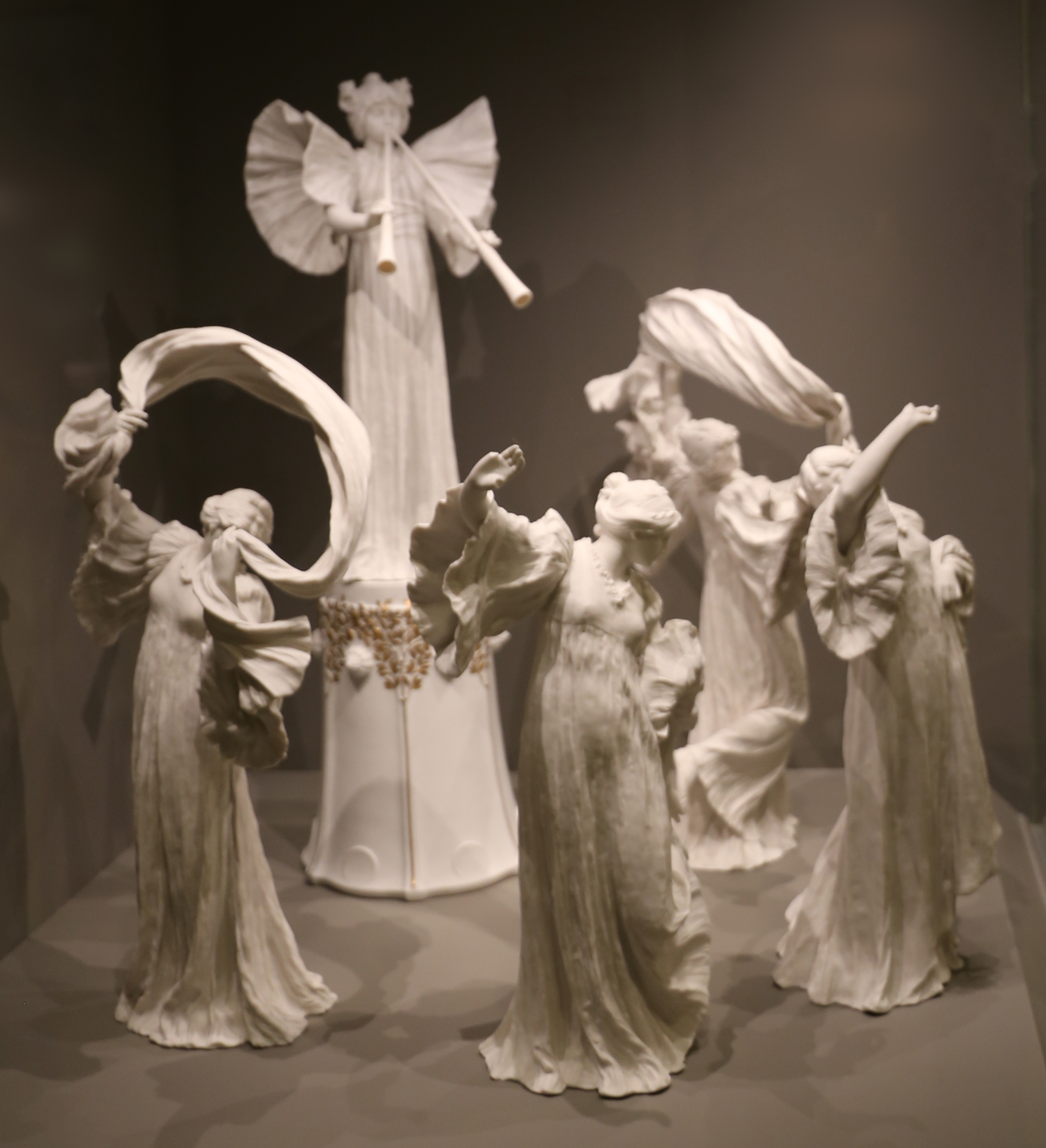
Композиция из пяти фигур. 1900. Бисквит
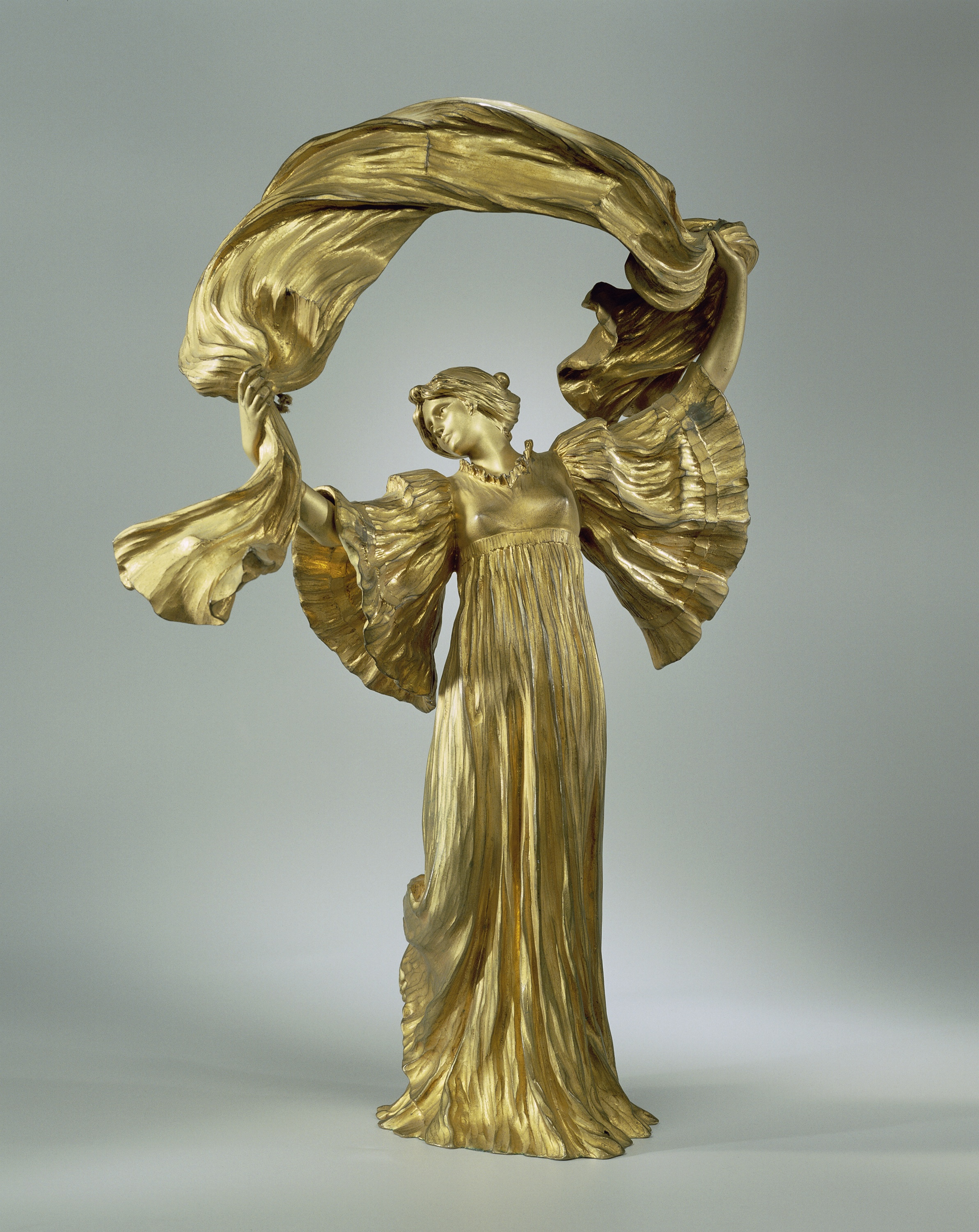
Танцовщица с шарфом. Бронза
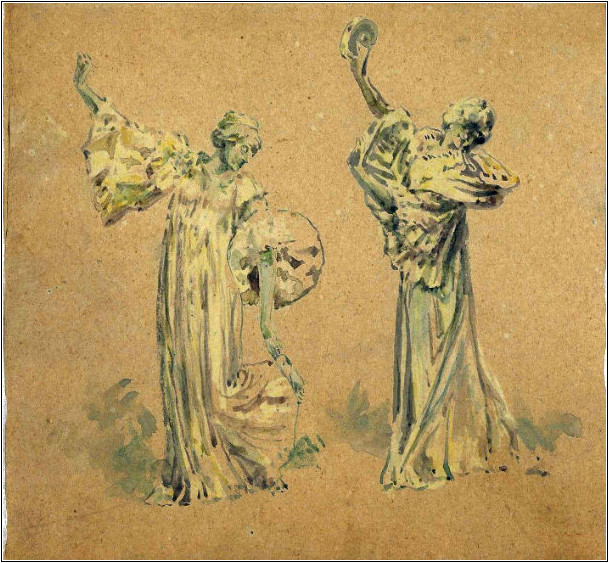
Эскиз "Танцовщицы", акварель, гуашь, 1890